# True To Your Heart
«True To Your Heart» (en español: «Fiel A Tu Corazón») es una canción interpretada por la banda 98° y el cantante Stevie Wonder.

## Información
La canción fue grabada para el segundo álbum de 98°, 98° and Rising,  y para la película de 1998 de Walt Disney, Mulan.

### Adaptaciones
Para la versión latina de la película, se grabó la canción bajo el título de "Tu Corazón", interpretada por el cantante mexicano Cristian Castro.

### Lista de canciones
Sencillo en CD
1. «True To Your Heart»
2. «True To Your Heart» (Instrumental)

Sencillo en CD
1. «True To Your Heart»
2. «True To Your Heart» (Instrumental)
3. «Was It Something»

Maxisencillo
1. «True To Your Heart»
2. «True To Your Heart» (Instrumental)
3. «True To Your Heart» (98° Vocal Version)

## Posicionamiento
| Listas (1998)                      | Posición |
| ---------------------------------- | -------- |
| Suiza Top 100                      | 25       |
| Francia Top 100                    | 85       |
| Bélgica Ultratop 50                | 31       |
| Dutch Top 40                       | 16       |
| UK Top Singles                     | 51       |
| Listas (2010 - 2011)               | Posición |
| iTunes Dinamarca R&B &Soul Songs   | 69       |
| iTunes Dinamarca Soundtracks Songs | 12       |
| iTunes Noruega Soundtracks Songs   | 47       |
| iTunes Suecia Soundtracks Songs    | 21       |
| Amazon Musicals                    | 57.      |
| Amazon Movie Scores                | 75.      |

## Versión de Raven-Symoné
«True To Your Heart» más tarde fue realizada por la cantante estadounidense Raven-Symoné.
La canción apareció en la película del 2004 de Disney, Ella Enchanted, igualmente en su banda sonora. También formó parte del segundo álbum de canciones clásicas de Disney, Disneymania 2, lanzado en el 2004.

### Video
En el video, aparece Raven en el estudio de grabación cantando y grabando la canción.

### Versiones oficiales
- «True To Your Heart» (Original Versión)
- «True To Your Heart» (China Doll Remix)[16]